# NGC 2225
NGC 2225 – gromada otwarta znajdująca się w gwiazdozbiorze Jednorożca. Odkrył ją 30 stycznia 1786 roku William Herschel. Jest położona w odległości ok. 10,4 tys. lat świetlnych od Słońca. Centralna część tej gromady (jądro) została skatalogowana jako NGC 2226.